# Andrea da Barberino
Andrea di Jacopo dito da Barberino (pseudônimos Andrea Mengabotti ou Andrea de Mengabotti - Barberino Val d'Elsa, ca. 1370 - ca. 1432) foi um escritor italiano medievo.
É conhecido pela autoria do romance de cavalaria Il Guerrin Meschino. Traduziu canções de gesta francesas para o italiano.